# 행복에의 초대
《행복에의 초대》는 1985년 12월 15일에 MBC TV에서 방영되었던 베스트셀러극장이다.

## 출연
- 이묵원
- 권미혜
- 최민경
- 윤철형
- 문시경